# Blautia intestinalis
Blautia intestinalis es una bacteria grampositiva del género Blautia. Fue descrita en el año 2021. Su etimología hace referencia a intestino. Es anaerobia estricta e inmóvil. Tiene un tamaño de 1-1,2 μm de ancho por 2,1-2,8 μm de largo. Forma colonias circulares y blanquecinas. Temperatura de crecimiento entre 20-40 °C, óptima de 37 °C. Se ha aislado de heces humanas. 